# О’Райли, Билл
Уильям Джеймс (Билл) О’Райли (англ. William James "Bill" O'Reilly; род. 10 сентября 1949, Нью-Йорк) — американский журналист, политический обозреватель, ведущий телепрограммы «Фактор О’Райли», выходившей на телеканале «Fox News Channel» с 1996 по 2017 год. Является также автором нескольких книг по социально-политическим проблемам США. Имеет репутацию консервативного комментатора и одного из наиболее известных политических обозревателей на американском телевидении. Был со скандалом уволен, когда от шести женщин в его сторону всплыли обвинения в сексуальных домогательствах (чтобы не доводить дела до судов, О’Райли и его работодатели выплатили десятки миллионов долларов).

## Биография
Уильям Джеймс О’Райли родился 10 сентября 1949 в Нью-Йорке в семье Уильяма и Анжелы О’Райли. Его отец работал бухгалтером в нефтяной компании «Калтекс». В 1951 году в связи с изменением места работы отца семья переехала на Лонг-Айленд, где Билл провёл своё детство и юность. Учился в частной католической школе, после её окончания продолжил учёбу в колледже Марист, где среди прочего был одним из редакторов студенческой газеты и играл в местной бейсбольной команде.
Получив в 1971 году степень бакалавра по истории, переехал в Майами, где в течение двух лет преподавал историю и английский язык в местной школе. Обучение продолжил в Бостонском университете — в 1976 году получил степень магистра в области журналистики. Во время учёбы выступал с докладами и писал статьи в нескольких местных газетах, включая «Бостонский Финикс» (англ. The Boston Phoenix).

### Карьера
Карьеру телевизионного журналиста О’Райли начал на местном канале телевидения в штате Пенсильвания, где получил должность метеоролога. Впоследствии перешёл работать к телеканалу WFAA-ТВ в Далласе, штате Техас, где за лучшие журналистские расследования был награждён в пресс-клубе Далласа. Позже перешёл работать к каналу KMGH-ТВ в Денвере, штат Колорадо, где он снова получил награду за свои репортажи. За несколько лет сменил много телеканалов: KATU в Портленде, штат Орегон, местный телеканал в Хартфорде, штат Коннектикут, и в Бостоне, штат Массачусетс.
В 1980 году в первый раз вышла собственная передача О’Райли на канале WCBS-TV в Нью-Йорке, где она также была отмечена наградой за расследование коррупции в местной полиции. Далее в 1982 году он получил должность корреспондента на общенациональной сети новостей CBS News. Был корреспондентом во время военных действий на Фолклендских островах и в Сальвадоре. В 1986 году перешёл в телеканал новостей ABC News на должность корреспондента вечернего выпуска новостей.
В 1989 году вышла первая общенациональная программа О’Райли «Внутренний выпуск» (англ. Inside Edition). В рамках этой передачи он был одним из первых американских журналистов, освещавших падение Берлинской стены. Однако уже через шесть лет, в 1995 году, он оставил эту передачу, поскольку намеревался продолжить обучение в Гарвардском университете, где впоследствии получил степень магистра государственного управления. В том же году его пригласили на телеканал Fox News Channel, где вышла его собственная программа The O'Reilly Report («Доклад О’Райли»), которая позже сменила название на The O'Reilly Factor («Фактор О’Райли»). В этой передаче он был комментатором новостей и обозревателем. Ежедневное количество просмотров его передач достигало 3,25 млн, и впоследствии он был признан одним из самых влиятельных политических обозревателей страны.
В феврале 2017 года во время интервью с Президентом США Дональдом Трампом О’Райли назвал Президента России Владимира Путина «убийцей».
Пресс-секретарь Президента России Дмитрий Песков потребовал извинений от телекомпании Fox News, назвав слова американского телеведущего недопустимыми и оскорбительными. Сам О’Райли отказался принести извинения.
19 апреля 2017 год О’Райли был уволен на фоне обвинений в сексуальных домогательствах со стороны пяти женщин, работавших с О’Райли. До этого для урегулирования конфликта телеведущий и его работодатель выплатили им в общей сложности 13 млн долларов.